# Salvia nilotica
Salvia nilotica là một loài thực vật có hoa trong họ Hoa môi. Loài này được Juss. ex Jacq. miêu tả khoa học đầu tiên năm 1777.